# Euphorbia wallichii
Euphorbia wallichii — вид рослин із родини молочайних (Euphorbiaceae), зростає у західно-південній, південній і східно-південній Азії.

## Опис
Це трава 15–25(100) см заввишки. Стебла поодинокі або численні, що виходять безпосередньо з міцного дерев'янистого стоібура, ≈ 1.2 см, верхні частини багато розгалужені, помірно запушені або гладкі та голі. Стеблові листки чергові, більші до верхівки; прилистки відсутні; ніжки листка відсутні або майже так; пластинки еліптичні, довго-еліптичні або яйцювато-ланцетні, 4–11 × 1–3 см, основа послаблена, округла або підрізана, край цілий, вершина від загостреної до майже гострої; листки поступово переходять у лускоподібні листки до основи стебла. Суцвіття — компактний кінцевий псевдозонтик, 5-6(7)-променевий. Ціатії сидячі або на коротких ніжках. Квітки жовті. Період цвітіння: травень — серпень; період плодоношення: липень — вересень. Коробочка 3-лопатева, 5–11 × 7–11 мм, гладка, гола, світло-зелена. Насіння кутасто-яйцеподібне, 5–6 × 4–5 мм, від світло-коричневого до сіро-коричневого, адаксіально смугасте, гладке, ± блискуче.

## Поширення
Зростає у західно-південній, південній і східно-південній Азії: Афганістан, Пакистан, Тибет, Непал, Гімалаї Індії, Китай, Лаос. Населяє альпійські луки, схили, узлісся.